# 天主教赖布尔总教区
天主教賴布爾總教區（拉丁語：Archidioecesis Bangalorensis），是羅馬天主教會以印度恰蒂斯加爾邦首府賴布爾為中心的一個總主教區。下轄四個教區。
2004年有教友48,949名，僅佔轄區總人口的0.4%。由150名司鐸名管理63個堂區。現任教區總主教為若瑟‧沙拉納庫內爾。
1964年1月16日建立教區，2004年2月27日升為總教區。